# Museumscenter Aars
Vesthimmerlands Museum er et kulturhistorisk museum i Himmerland. Hovedsædet er museumsbygningen i Aars.
Idéen til et himmerlandsk museum var oprindeligt Johannes V. Jensens. Han ville sikre, at en stor privat samling af oldsager forblev på egnen. Desværre nåede samlingen at blive solgt til USA, inden museet blev bygget, men tanken om et museum vandt efterhånden tilslutning. I 1920 stiftede man Vesthimmerlands Museumsforening og i 1935 blev der bygget et museum i Aars.
Nye udstillingsbygninger, tegnet af arkitekt Jens Bertelsen i samarbejde med Per Kirkeby, blev indviet i 1999. Bygningerne hører til blandt Per Kirkebys hovedværker.

## Udstillinger
På museet findes en permanent egnsspecifik udstilling med oldtiden, middelalder og nyere tid i Vesthimmerland.
Af kulturhistoriske genstande, kan man bl.a. se en kopi af det arkæologisk meget betydningsfulde Gundestrupkar fra ca. år 100 f.Kr., der blev fundet i Rævemosen ikke langt fra byen, samt forskellige genstande fra Borremose, hvor Borremosefæstningen fra jernalderen ligger placeret i den sydligste ende. Udstillingen rummer også flere interessante genstande fra stenalderen, f.eks. en kopi af det 5.200 år gamle dekorerede Skarpsallingkar fra bondestenalderen, fundet i Vesthimmerland (1891) og kendt fra de danske 50-kronesedler (fra 2009).